# Музеј коњарства у Зобнатици
Музеј коњарства у Зобнатици је специјализована музејска установа, јединствена у Србији. Његову делатност чини прикупљање презентација предмета и докумената из области коњарства и коњичког спорта. Основан је 1896. године. Музеј је део пољопривредног комплекса Зобнатица, у близини Бачке Тополе.

## О музеју
Музеј коњарства налази се на ергели Зобнатица, у оквиру пољопривредно-туристичког комплекса „Зобнатица”, око 5 км удаљеног од Бачке Тополе. Основан је 1896. године. Тематски и концепцијски припада категорији специјализованих музејских установа. Његову делатност чини прикупљање и презентација предмета и докумената из области коњарства и коњичког спорта и представља јединствену такву установу у Србији и једну од ретких у региону. Слични музеји постоје у Француској и Енглеској. Послује у сарадњи и под стручни надзором Историјског архива и Градског музеја у Суботици.

## Фонд музеја
Музејски фонд садржи различите врсте документационе грађе, слике, карте, трофеје, пехаре и признања, као и друге предмете везане за историјат узгоја коња и коњичких спортова. Стална поставка прати време од настанка ергеле, коњичку опрему од римског доба, важне декрете који су мењали судбину коњарства, а могу се видети и кочије, препариране животиње и други пратећи прибор.
- Бројни трофеји зобнатичких грла
- Кутак посвећен чувеном коњу Казанова
- Део поставке посвећен историји коњичког спорта
- Коњичка опрема

## Зграда музеја
Сама зграда музеја је атракција. Саграђена је у облику потковице, површине 450 м2. Састоји се од приземног хола и галерије која се протеже унутрашњим ободом зграде. Године 1918. објекат је реновиран. Реконструисан је и ентеријер, кроз нову и систематску организацију поставке, пројектовано је адекватно осветљење експоната и самог простора, а нови материјали и разни други детаљи комбиновани су са архитектонским елементима оригиналног здања.

## Туристичко-културни потенцијал
Ергела Зобнатица је центар коњарства и коњичког спорта. Осим музеја у саставу ергеле и пољопривредног имања Зобнатица, налази се и уметничка галерија, основана 1995. са продајним изложбама. У оквиру имања смештена су и два атељеа намењена Уметничкој колонији Зобнатица, основаној 1947. године.
Осим културних садржаја у оквиру комплекса и ергеле налази се и хиподром, хотел „Јадран”, категорисан са четири звездице, и депанданс смештен у каштелу породице Терлеи, са три звездице. Цео комплекс смештен је на обали  Зобнатичког језера.